# Micrathena horrida tuberculata
Micrathena horrida là một phân loài nhện trong họ Araneidae.
Loài này thuộc chi Micrathena. Micrathena horrida tuberculata được Pelegrin Franganillo-Balboa miêu tả năm 1930.